# Parafia Matki Bożej Fatimskiej w Niżnym Tagile
Parafia Matki Bożej Fatimskiej w Niżnym Tagile – rzymskokatolicka parafia znajdująca się w Niżnym Tagile, w diecezji Przemienienia Pańskiego w Nowosybirsku, w dekanacie uralskim. Parafię prowadzą lazaryści.

## Historia
W archiwach archidiecezji mohylewskiej zachowały się informacje, że już pod koniec XIX wieku w Niżnym Tagile katolicy (głównie Polacy i Niemcy) gromadzili się na wspólnej modlitwie. Jednak nie istniał tu wówczas kościół. Po rewolucji październikowej katolicy ponownie zaczęli się gromadzić w domach prywatnych i na cmentarzu od 1956. Od 1991 miasto regularnie odwiedzili księża. Parafia powstała w 1996 i od tego roku w Niżnym Tagile rezyduje kapłan katolicki. Zbudowano wówczas świątynię, którą 5 października 1997 konsekrował administrator apostolski Syberii bp Joseph Werth. Powstała ona głównie ze środków katolików z Niemiec.